# Provinz Isabela
Koordinaten: 17° 0′ N, 122° 0′ O
Isabela ist eine philippinische Provinz in der Region Cagayan Valley auf der Hauptinsel Luzon. Die Hauptstadt der Provinz ist Ilagan City. In der 12.414,93 km² großen Provinz lebten am 1. August 2015 1.593.566 Menschen. Sie ist nach Palawan die zweitgrößte Provinz der Philippinen.

## Geographie
Isabela liegt im Nordosten der Insel Luzon und liegt an der Philippinensee. An die große Provinz grenzen von Süden im Uhrzeigersinn folgende Provinzen: Aurora, Quirino, Nueva Vizcaya, Ifugao, Mountain Province, Kalinga und Cagayan. Im Osten der Provinz befindet sich die Gebirgskette Sierra Madre, welche stark bewaldet ist. Große Teile der Provinz gelten sowohl in ihrer Geologie und in ihrer Biodiversität als wenig erforscht. Im westlichen Teil befindet sich die Gebirgskette Sierra Madre, welche von den Flüssen Cagayan, Siffu und Magat durchquert wird. Der Regenwald in den höher und niedrigerer gelegenen Gebieten des Gebirges beherbergt viele noch unbekannte endemische Tierarten und Pflanzen.

## Geschichte
Die Provinz wurde am 1. Mai 1856 gegründet, zu Ehren der spanischen Königin Isabella II wurde ihr der Namen Isabela verliehen. Ihre ursprüngliche Gebietsaufteilung bestand aus den Gemeinden Gamu, Angadanan, Bindang (jetzt Roxas), Camarag (jetzt Echague), Carig (jetzt Santiago City) und Palanan, die durch die stetige Bevölkerungszunahme immer weiter aufgeteilt wurden.
Der Schlussakt der Philippinischen Revolution (1896–1901) und eine wichtige Etappe des Philippinisch-Amerikanischen Krieges (1898–1902) spielte sich auf dem Gebiet der Provinz ab, als US-amerikanische Truppen unter General Frederick Funston den Präsidenten der ersten philippinischen Republik General Emilio Aguinaldo am 23. März 1901 in Palanan gefangen nahm.
Die Provinzverwaltung wurde nach der Besetzung reorganisiert und nach amerikanischem Vorbild neu aufgebaut. Am 24. August 1901 mit Inkrafttreten des Gesetzes Nr. 210 der Kolonialverwaltung wurde wieder eine zivile Provinzverwaltung eingesetzt. Unter der amerikanischen Kolonialverwaltung wurde das Bildungssystem der Provinz modernisiert und veränderten das politische System der Philippinen nachhaltig. In der Landwirtschaft, als wichtigster Wirtschaftszweig, verdrängte der Reisanbau den traditionellen Getreideanbau und große Tabakplantagen wurden angelegt.
Während des Zweiten Weltkriegs stagnierte die Wirtschaft der Provinz während der Besatzung durch die Imperiale Kaiserlich Japanische Armee von 1942 bis 1945. Die Befreiung erfolgte 1945 nach heftigen Kämpfen durch die Truppen des Philippinischen Commonwealth.
Nach dem Zweiten Weltkrieg stieg die Provinz zum wirtschaftlichen Motor Nordluzons auf, am 7. Juli 1994 wurde Santiago City politisch von der Provinz separiert und zum kommerziellen Zentrum der Region II (Cagayan Valley) erklärt. Im Jahre 1995 sollte Isabela in die Provinzen Isabela del Norte und Isabela del Sur aufgeteilt werden, in einem Volksbegehren entschied sich die Mehrzahl der Wähler jedoch gegen diese Aufteilung.

## Ethnische Völker
Das größte ethnische Gruppe ist die der Ilokano, 68,71 % der Gesamtbevölkerung wird diesem Volk zugerechnet. Die zweitgrößte Gruppe ist die der Ibanag (14,05 %), gefolgt von den Tagalog (10,02 %). Die restlichen 7,22 % gehören den Völkern und Stämmen der Gaddang, Paranan, Yogad und anderen kleineren Stämmen an.

## Sprachen
Die gesprochenen Sprachen folgt dem der in der Provinz ansässigen ethnischen Gruppen. Meistgesprochene Sprache ist Ilokano, gefolgt von Ibanag, Tagalog, Yogad und Gaddang. Englisch wird in der Provinz allgemein gesprochen und verstanden.

## Wirtschaft
Die Landwirtschaft ist der wichtigste Wirtschaftszweig in Isabela. Die Landwirtschaft ist stark mechanisiert und größtenteils sind die Felder auch bewässert. Nicht zuletzt die Universität tragen dazu bei, dass die Landwirtschaft eine hohe Produktivität hat. Die Holzindustrie war es gewohnt, der Großverdiener in der Provinz zu sein, aber wegen des Abholzungsverbot nimmt dieser Industriezweig beträchtlich ab. Jedoch werden in der Region aus Tropenhölzern noch immer Möbel gefertigt. Im Tal des Magat-Rivers liegt der Magat-Stausee, dessen Wasserkraftwerk eine Leistung von 381 Megawatt hat.
Auch der Fischfang und der Tourismus gewinnen in der Provinz an Bedeutung durch die Einrichtung des Northern Sierra Madre Natural Park, dem größten philippinischen Nationalpark, und des Peñablanca Protected Landscape & Seascape.

## Städte und Gemeinden
Isabela ist unterteilt in 1.055 Barangays, 35 Stadtgemeinden und zwei Städte, von denen Santiago City unabhängig von der Provinz ist und nur für statistische Zwecke der Provinz zugerechnet wird.

### Städte
- Cauayan City
- Ilagan City
- Santiago City autonome kreisfreie Stadt

### Stadtgemeinden
| - Alicia - Angadanan - Aurora - Benito Soliven - Burgos - Cabagan - Cabatuan - Cordon - Delfin Albano - Dinapigue - Divilacan - Echague | - Gamu - Jones - Luna - Maconacon - Mallig - Naguilian - Palanan - Quezon - Quirino - Ramon - Reina Mercedes | - Roxas - San Agustin - San Guillermo - San Isidro - San Manuel - San Mariano - San Mateo - San Pablo - Santa Maria - Santo Tomas - Tumauini |

## Sehenswürdigkeiten
- Die Kirche San Mattias in der Gemeinde Tumauini und der Northern Sierra Madre Natural Park stehen seit 2006 auf der Vorschlagsliste zur Aufnahme in das UNESCO-Welterbeliste. In Gamu befinden sich die St. Rose de Lima Church, das St. Claire Monastery und der Shrine of Our Lady of the Visitation of Guibang. Der Fuyot Spring National Park in Ilagan City.

## Bedeutende Bildungseinrichtungen
- Isabela State University
- Philippine Normal University